# 교직과정
교직과정(敎職課程, Curriculum for Teaching Profession)은 전문직인 교원 자격의 취득에 필수적인 기본 교육과정을 말한다. 교직적 이해와 기술을 학습하는 과정으로 교육적 철학(哲學), 교육사(敎育史), 교육의 사회학적 기초, 인간의 인지적 · 신체적 · 감성적인 성숙단계와 교육행정 및 법규의 이해, 학급의 경영, 교육과정의 이론과 교육평가 방법 등의 내용이 포함된다.

## 대한민국의 교직과정

### 광의의 교직과정
넓은 의미의 교직과정은 교원양성기관이 운영하는 두 가지 교육과정 중 하나이다. 즉, 교원양성기관은 전공과목과 교직과목을 함께 이수하도록 교육과정을 구성하는데, 교직과목과 관계된 교육과정을 교직과정이라 부르는 것이다. 교직 이론 등으로 구성된 공통적인 부분에 더하여 초등교원은 각과 교육과 자기의 특수연구분야를 이수하며, 중등교원은 자기 전공분야의 교과교육·교재연구법 분야를 이수해야 한다.

### 협의의 교직과정
좁은 의미의 교직과정은 교원자격검정령 제20조에 근거한 교원양성제도로, 사범대학 이외의 학부(과)에 설치된다. 교직과정이 설치된 학부(과)에서 학생 일부를 일정한 기준에 의하여 선발하고, 교원자격을 갖춘 교사로 양성하는 교육과정을 이수하게 한 뒤, 고시된 요건을 모두 충족한 사람에게만 해당 전공에 해당하는 중등 과목의 교원자격증을 수여한다. 해방 직후, 사범대학 등 정규 교사 양성기관의 졸업자만으로 교사를 모두 충당할 수 없었기에 1945년부터 운영되었다. 2017년을 기준으로 전국 국공립대학과 사립대학, 산업대학을 포함하여 149개 학교, 2,101개 학과가 설치되어 있다.

### 교직과정의 내용
대한민국의 교직과정은 다음과 같은 과목으로 개설된다. 단, 교과의 제목은 대학에 따라 다를 수 있다.

#### 교직 이론
교직이론은 교직과정을 이수하는 모든 학생이 이수해야 하는 분야이다. 각 2학점씩 총 12학점 이상을 이수해야 한다.
- 교육학개론
- 교육철학 및 교육사
- 교육과정
- 교육평가
- 교육방법 및 교육공학
- 교육심리
- 교육사회
- 교육행정 및 교육경영

#### 교직소양
각 2학점씩 총 6학점 이상을 이수해야 한다.
- 특수교육학 개론
- 교직실무
- 생활지도 및 상담

#### 교육실습
각 2학점씩 총 4학점 이상을 이수해야 한다.
- 학교현장실습: 흔히 교육실습 또는 교생실습이라고 한다.
- 교육봉사활동

#### 교과교육
교과교육은 각 과목의 교육론을 연구하는 분야이다. 3과목 이상, 총 8학점 이상을 이수해야 한다.
- 교과교육론
- 교과 교재연구 및 지도법
- 논술지도

## 같이 보기
- 교원 양성 제도 (대한민국의 교원양성제도)
- 교육대학교
- 사범대학 (대한민국의 사범대학)
- 교육학
- 교육실습
- 교원단체
- 교원평가제
- 교원양성기관역량진단